# Triberga borg

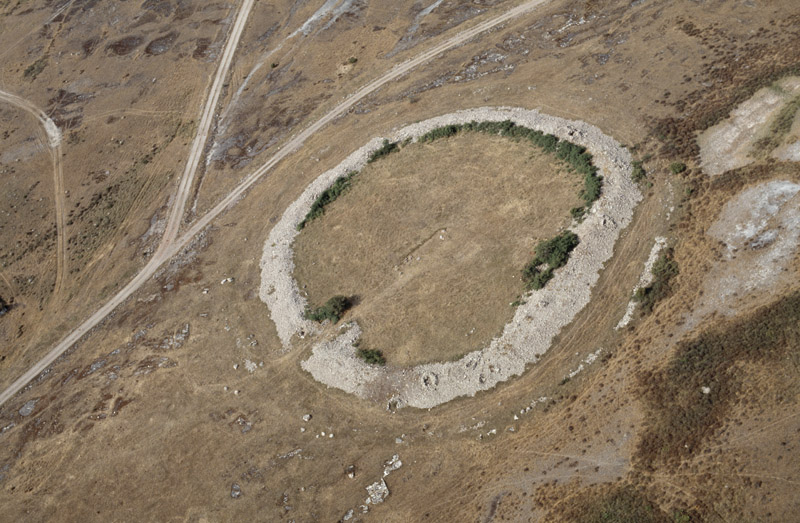
Triberga borg

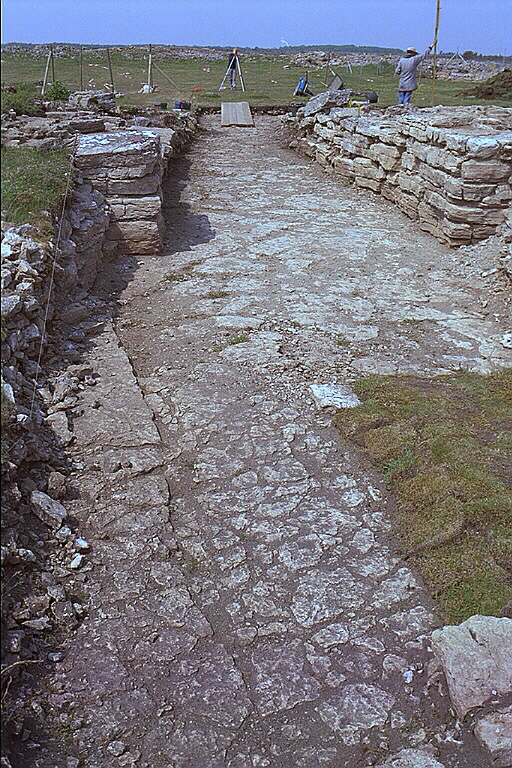
Triberga borg

Triberga borg (deutsch Burg von Triberga) ist eine prähistorische Burg auf der schwedischen Ostseeinsel Öland.

## Lage
Die nur in Resten erhaltene Burganlage liegt westlich des Dorfes Triberga, in der kargen Landschaft des Stora Alvaret im südöstlichen Teil der Insel. Weiter östlich befindet sich das Moor Triberga-Alby-mosse.

## Anlage
In seiner Anlage und Funktion ähnelt Triberga der rekonstruierten Burg Eketorp, die südlicher liegt. Triberga borg ist jedoch mit einem inneren Durchmesser von etwa 60 Metern und einem äußeren Durchmesser von 110 Metern relativ klein. Die äußere verstürzte Mauer hat heute eine Stärke von sechs bis neun Metern. Sie ist bis in eine Höhe von etwa zwei Metern relativ gut erhalten geblieben ist. Die ursprüngliche Höhe dürfte vier bis fünf Meter betragen haben. Das Tor befindet sich an der südöstlichen Seite.
Die Burg hatte früher vermutlich eine Bedeutung im Zusammenhang mit einem hier vorbeiführenden alten Weg über das Stora Alvaret in Richtung Resmo, der jedoch heute nur noch in Teilen besteht.

## Bedeutung
Die Bedeutung als Befestigung oder Fluchtburg haben Anlagen in ganz Europa erhalten, deren Merkmal die runde Form und eine wie immer gestaltete Abgrenzung vom Umraum ist. Die Fornborgen Schwedens kommen nur im Gebiet der heidnischen Svear vor und zwar in solch einer Zahl (1100), dass ihre fortifikative Einstufung unhaltbar ist. Manche dieser Anlagen sind winzig klein und waren bereits strategisch nicht haltbar (Wassermangel). 

## Grabanlagen
Außerhalb der Burg befinden sich mehrere prähistorische Gräber. Auf einer Länge von 350 Metern befinden sich elf Steinsetzungen und ein Gräberfeld. Weiterhin besteht eine Röse mit einem Durchmesser von 31 Metern und einer Höhe von 1,50 Meter.